# Овчинников, Владимир Павлович (футбольный судья)
Владимир Павлович Овчинников (род. 31 марта 1951, Москва) — советский и российский футбольный судья всесоюзной (30.12.1989) и международной категорий, инспектор РФС.

## Биография
В 1983 году дебютировал в качестве главного арбитра в матчах первой лиги. В 1989—1991 годах провёл 16 матчей в чемпионате СССР, в 1992—1999 годах — 105 (115) матчей в чемпионате России. Главный судья финала Кубка России 1996/1997. Работал инспектором РФС.
Работал в российском футболе в одно время с двумя однофамильцами — вратарем московского «Локомотива» Сергеем Овчинниковым и главным тренером нижегородского «Локомотива» Валерием Овчинниковым.